# پراسای
پراسای (به فرانسوی: Pérassay) یک کمون در فرانسه است که در اندر واقع شده‌است. پراسای ۲۴٫۱۹ کیلومتر مربع مساحت و ۳۹۰ نفر جمعیت دارد و ۳۸۹ متر بالاتر از سطح دریا واقع شده‌است.